# 道格拉斯黑格競技會
道格拉斯黑格競技會(Club Atlético Douglas Haig)是一支位於阿根廷布宜諾斯艾利斯省佩爾加米諾的職業足球會，目前於阿根廷全國足球甲級聯賽角逐。

## 外部連結
- Official website
- Douglas Manía （页面存档备份，存于）
- Infogonero （页面存档备份，存于）
- Pasión Fogonera （页面存档备份，存于）